# Ali (namn)
Ali är ett arabiskt ord som betyder "den höge", "härskaren" och som används både som namn och hederstitel.
Ali är ett av de vanligaste namnen i den muslimska världen, eftersom det bars av profeten Muhammeds svärson Ali ibn Abi Talib. I vissa länder förekommer det utom som muslimskt namn även som en kortform av inhemska namn, i Finland av Aleksanteri, Alexander och Alarik, i den engelskspråkiga världen av kvinnonamnet Alice.
När arabiska namn anpassas till svenskt eller annat västerländskt namnskick, kan de enskilda namnen omväxlande bli registrerade som förnamn eller som efternamn. Den 31 december 2013 var följande antal personer registrerade som bosatta i Sverige
- Med Ali som efternamn: 9 829 personer
- Med Aali som efternamn: 9 personer
- Med Ali som förnamn: 4 708 kvinnor och 18 253 män
- Med Aali som förnamn: 2 kvinnor och 3 män

Totalt blir detta 9 838 personer för efternamnet Ali eller Aali. Namnet får därmed plats nummer 81 på listan över de 100 mest använda efternamnen i Sverige 2013.
I den finlandssvenska namnsdagslängden hade Ali namnsdag 27 september 1929–1949 – en kortform för Alexander. 

## Personer med Ali som förnamn eller efternamn

### Med Ali som första namn
A
- Ali Aaltonen (1884–1918), chef för röda gardets generalstab i Helsingfors under finska inbördeskriget
- Ali Abdullah Saleh (född 1942), Jemens president 1990–2012
- Ali Abdulsalam (född 1986), kurdisk-svensk skådespelare
- Ali ibn Abi Talib (omkring 600–661), profeten Muhammeds kusin och svärson
- Ali Adnan Kadhim (född 1993), irakisk fotbollsspelare
- Ali Ahmad Said (född 1930), arabiskspråkig syrisk poet, pseudonym Adonis
- Ali Akbar Dehkhoda (1879–1956), iransk språkvetare, författare och politiker
- Ali Akbar Hashemi Rafsanjani (född 1934), iransk shiitisk prästman och politiker
- Ali Akbar Velayati (född 1945), iransk akademiker, diplomat och politiker, utrikesminister
- Ali Aliu (född 1934), albansk litteraturkritiker och författare
- Ali Amini (1905–1992), iransk politiker, monarkist

B
- Ali Baba Horasani (död 1562), helig man inom bektashi-orden
- Ali Bagautinov (född 1985), rysk MMA-utövare
- Ali Belal Mansoor (född 1988), kenyansk-bahrainisk friidrottare, medeldistanslöpare
- Ali Benflis (född 1944), algerisk politiker, premiärminister 2000–2003
- Ali Berggren (1897–1973), svensk ämbetsman
- Ali bey (1728–1773), mamlukhövding i Egypten
- Ali Bongo (född 1959), president i Gabon
- Ali Boulala (född 1979), svensk skateboard-åkare
- Ali Bourequat, marockansk författare och oppositionell

C
- Ali Campbell (född 1959), brittisk reggae-artist och låtskrivare
- Ali Carter (född 1979), engelsk snookerspelare, verkligt namn Alister

D
- Ali Daei (född 1969), iransk fotbollsspelare

- Ali Dehbashi (född 1958), iransk iranist och författare

E
- Ali Esbati (född 1976), svensk politiker, vänsterpartist
- Ali Esfandiyari (1896–1959), iransk poet känd som Nima Yushij

F
- Ali Faez (född 1994), irakisk fotbollsspelare
- Ali Farka Touré (1939–2006), malisk sångare och gitarrist
- Ali Fethi Okyar (1880–1943), turkisk diplomat och politiker
- Ali Frost, författarpseudonym för Ulla Bjerne (1890–1969)

G
- Ali Gerba (född 1981), kamerunsk-kanadensisk fotbollsspelare
- Ali Ghalem (född 1943), algerisk författare och regissör

H
- Ali Al Habsi (född 1981), omansk fotbollsmålvakt
- Ali Hadri (1928–1987), albansk historiker
- Ali Hassan al-Majid (1941–2010), irakisk politiker och militär, avrättad
- Ali Hillis (född 1978), amerikansk skådespelerska, verkligt namn Alecia
- Ali Holmström (1891–1964), svensk flottningschef
- Ali Hujwiri (död 1077), persisk sufisk mystiker
- Ali Hussein, alter ego till Lasse Lindroth (1972–1999) som ståuppkomiker
- Ali ibn Husayn, flera personer
  - Ali ibn Hussein av Hijaz (1879–1935), kung av Hijaz (nuvarande Saudiarabien)

I
- Ali İpek (född 1955), turkisk fotbollsspelare och idrottsledare

J
- Ali Jan Faizi (född 1977), afghansk fotbollsspelare

K
- Ali Kayalı (född 1965), turkisk brottare
- Ali Karimi (född 1978), iransk fotbollsspelare
- Ali Kelmendi (1900–1939), organisatör av den albanska kommuniströrelsen
- Ali Kemal Özcan, kurdisk (turkisk) sociolog
- Ali Khamenei, Irans högsta andliga och politiska ledare
- Ali Krogius (1864–1939), finländsk kirurg
- Ali Kushayb, sudanesisk brottsmisstänkt politisk ledare

L
- Ali Laarayedh (född 1955), tunisisk politiker, premiärminister
- Ali Landry (född 1973), amerikansk skådespelerska och fotomodell
- Ali Larter (född 1976), amerikansk skådespelerska
- Ali Lundbohm (1942–2007), svensk musiker och musikpedagog

M
- Ali MacGraw (född 1939), amerikansk skådespelare, verkligt namn Alice
- Ali Mahdi Muhammad (född 1938), somalisk president
- Ali Maher Pasha
- Ali Mansur (1886–1974), iransk premiärminister
- Ali al-Masudi (896–956), arabisk författare
- Ali Memarchi, svensk regissör och filmklippare
- Ali Modu Sheriff (född 1956), nigeriansk politisk ledare
- Ali Mohamed (född 1952), egyptisk terroriståtalad dubbelagent
- Ali Mohamed Gedi, somalisk premiärminister
- Ali Muhaddis (född 1949), iransk-svensk universitetsbibliotekarie
- Ali Munsterhjelm (1873–1944), finländsk målare
- Ali ibn Musa al-Rida (765–818), imam enligt imamiterna

N
- Ali an-Naqi (827–868), imam enligt imamiterna
- Ali Nordgren (1876–1954), svensk folkhögskolerektor
- Ali Nouri (1861–1937), ursprungligen Gustaf Noring, svensk-turkisk författare och boksamlare

P
- Ali Pascha, flera personer med titeln pascha
- Ali Pascha av Tepelenë (1740-talet–1822), albansk adelsman och politiker
- Ali Pashë Gucia (1828–1885), albansk frihetskämpe
- Ali Podrimja (1942–2012), albansk poet
- Ali Primera (1942–1985), venezolansk folksångare och poet

R
- Ali Radi al-Haidari (mördad 2005), irakisk guvernör
- Ali Razmara (1901–1951), iransk general och politiker
- Ali Rıza Efendi (1839–1888), far till Mustafa Kemal Atatürk
- Alí Rodríguez (född 1937), venezolansk diplomat och politiker, utrikesminister

S
- Ali Said Abdella (cirka 1950–2005), eritreansk politiker, utrikesminister
- Ali Saïdi-Sief (född 1978), algerisk friidrottare, löpare
- Ali Sami Yen (1886–1951), turkisk fotbollsledare
- Ali as-Sistani (född 1930), irakisk shiamuslimsk lärd
- Ali Shariati (1933–1977), iransk politiker och intellektuell

T
- Ali Tabatabaee (född 1973), iransk-amerikansk rappare
- Ali Tandoğan (född 1977), turkisk fotbollsspelare
- Ali Tarhouni (född 1951), libysk ekonom och politiker
- Ali Touba, muslimskt namn för författaren Torbjörn Säfve (född 1941)
- Ali Treiki (1938–2015), libysk politiker och diplomat

V
- Ali Vardi Khan (1671–1756), riksgrundare och furste över Bengalen, Bihar och Orissa

W
- Ali Wiklund (1881–1954), svensk elektroingenjör och företagsledare

Y
- Ali Yarzada, afghansk fotbollsspelare

Z
- Ali Zayn al-Abidin (658–713),  shiaimam
- Ali Zeidan (född 1950), libysk politiker och diplomat

### Övriga med namnet Ali
A
- Abbas ibn Ali (647–680), shiitisk martyr
- Abbas Ali Khalatbari (1912–1979), iransk politiker och diplomat
- Abdelbaset Ali Mohmed al-Megrahi (1952–2012), libysk underrättelseofficer, dömd för Lockerbiebombningen
- Abdirashid Ali Shermarke (1919–1969), somalisk president
- Abdiweli Mohamed Ali, somalisk politiker
- Abdulla Ahmed Ali (född 1980), dömd terrorist
- Abu Ali Mustafa (1938–2001), palestinsk upprorsledare och politiker
- Abu Ali Sina (980–1037), persisk läkare, vetenskapsman, filosof och poet, känd som "Avicenna"
- Abubaker Ali Kamal (född 1983), qatarisk friidrottare, löpare
- Ahmad Ali Jaber (född 1982), irakisk fotbollsmålvakt
- Ahmed Ali, flera personer 
  - Ahmed Ali (författare) (1910–1994), pakistansk författare
  - Ahmed Ali al-Mirghani (1941–2008), sudanesisk president
  - Ahmed Ibrahim Ali (1985–2008), somalisk-svensk fotbollsspelare
- Al-Kasim ibn Ali al-Hariri (1054–1122), arabisk grammatiker och författare
- Alex Ali Ghanati (född 1979), svensk DJ och musikproducent
- Aliya bint Ali (1911–1950), irakisk drottning
- Asif Ali Zardari (född 1955), pakistansk president
- Asha Ali (född 1980), etiopisk-svensk singer-songwriter
- Ayaan Hirsi Ali (född 1969), somalisk-nederländsk politiker

C
- Chemical Ali, amerikanskt öknamn för Ali Hassan al-Majid (1941–2010), irakisk politiker och militär
- Comical Ali, amerikanskt öknamn för Mohammed Said as-Sahaf (född 1940), irakisk politiker och diplomat

F
- Fakhruddin Ali Ahmed (1905–1977), indisk advokat, Indiens president 1974–1977

H
- Hadji Ali (omkring 1890–1937), vaudeville-artist av egyptiskt ursprung
- Haidar Ali (omkring 1722–1782), indisk militär och furste
- Haider Ali (1722–1782), punjabisk härskare i Sydindien, identisk med föregående!
- Hasan ibn Ali (624–670) shiaimam, islamsk kalif
- Muhammed Ali av Egypten (född 1769), albansk furste och vicekonung av Egypten
- Hassan Ali Mansur (1923–1965), iransk politiker, premiärminister
- Hossein-Ali Montazeri (1922–2009), iransk storayatollah, författare och aktivist
- Husayn ibn Ali (626–680) muslimsk martyr, shiaimam
- Hussein Ali Duale, somalisk politiker, finansminister i Somaliland
- Hussein ibn Ali (1854–1931), emir av Mekka samt kung av Hijaz

I
- Idris Ali (1940–2010), egyptisk författare

J
- Jimmy Pop Ali(född 1972), amerikansk sångare och låtskrivare

K
- Kari Ali Rais (aktiv på 1500-talet), osmansk kapare
- Kosrat Rasul Ali (född 1952), kurdisk politiker och militär

L
- Laila Ali (född 1977), amerikansk boxare

M
- Mahershalalhashbaz Ali (född 1974), amerikansk skådespelare
- Mehmed Emin Ali Pascha (1815–1871), ottomansk storvesir
- Mehmet Ali Ağca (född 1958), turkisk attentatsman
- Mehmet Ali Talat (född 1952), turkcypriotisk politiker
- Mir Ali Schir Navaji (1441–1501) centralasiatisk (uigurisk) poet, målare, politiker, byggherre, mystiker
- Mossaad Mohamed Ali, sudanesisk advokat och Palme-pristagare
- Mohammed Ali Khan (född 1988), libanesisk-svensk fotbollsspelare
- Mohamed Ali Rashwan (född 1956), egyptisk judoutövare
- Mohammad Ali Fardin (1930–2000), iransk brottare och skådespelare
- Mohammad Ali Jamalzadeh (1892–1997), iranskförfattare och översättare
- Mohammad Ali Rajai (1933–1981), iransk politiker, mördad
- Mohammad-Ali Shah Qajar (1872–1924), shah av Persien
- Moktar Ali Zubeyr (1977–2014), somalisk upprorsledare
- Monica Ali (född 1967), bangladeshisk-brittisk författare
- Muhammed Ali (olika betydelser)
  - Muhammad Ali (1942–2016), amerikansk boxare
  - Muhammad Ali Bogra (1909–1963), pakistansk politiker
  - Mohammed Ali Khan (född 1988), libanesisk-svensk fotbollsspelare
  - Mohammed Ali El Khider (född 1985), sudanesisk fotbollsspelare
  - Muhammad ibn Ali (676–743), shiaimam
  - Muhammed Ali av Egypten (född 1769), albansk furste och vicekonung av Egypten
  - Muhammed Ali Jinnah (1876–1948), pakistansk politiker, framstående för landets självständighet
  - Muhammed ibn’ Ali as-Sanusi (1787–1859), algerisk sufisk ordensgrundare
- Müşir Muhammed Ali pascha (1827–1878), turkisk militär

N
- Nadia Ali (född 1980), pakistansk-amerikansk sångerska
- Nagat Ali (född 1975), egyptisk författare
- Nasir Ali (född 1959), pakistansk landhockeyspelare
- Nusrat Fateh Ali Khan (1948–1997), pakistansk musiker

P
- Paula Alí (född 1938), kubansk skådespelare

S
- Said Mohammad Ali Jawid (född 1951), afghansk politiker
- Saif Ali Khan (född 1970), indisk skådespelare
- Sajjad Ali (född 1966), pakistansk popmusiker, filmskådespelare och filmproducent
- Sayyid Ali ibn Hamud (1884–1918), sultan av Zanzibar
- Sayyid Ali ibn Said (1854–1893), arabisk kunglig
- Sean Ali Stone (född 1984), amerikansk filmregissör, filmproducent, filmfotograf, manusförfattare, programledare och skådespelare
- Shahid Ali Khan (född 1964), pakistansk landhockeymålvakt
- Soha Ali Khan (född 1978), indisk skådespelerska
- Sonni Ali Ber  (regerade 1464–1492), regent i Songhairiket (Västafrika)

T
- Tatyana Ali (född 1979), amerikansk skådespelare och sångerska
- Tariq Ali (född 1943), pakistansk-brittisk historiker och författare

Z
- Zayd ibn Ali (695–740) imam enligt zaydismen
- Zine El Abidine Ben Ali (född 1936), tunisisk politiker, Tunisiens president 1987–2011
- Zulfikar Ali Bhutto (1928–1979), pakistansk politiker, Pakistans president och premiärminister